# Kup (Veszprém)
Kup est un village et une commune du comitat de Veszprém en Hongrie.